# Maćkowce (obwód grodzieński)
Maćkowce (biał. Моцькаўцы, Moćkaucy; ros. Мотьковцы, Mot´kowcy) – wieś na Białorusi, w obwodzie grodzieńskim, w rejonie wołkowyskim, w sielsowiecie Werejki, przy drodze republikańskiej P78.
W dwudziestoleciu międzywojennym leżały w Polsce, w województwie białostockim, w powiecie wołkowyskim, w gminie Tereszki.